# 博阿爾內家族

博阿爾內家族（法語：Maison de Beauharnais）是一個法國貴族，1817年起持有洛伊希滕貝格公爵的稱號。

## 洛伊希滕貝格公爵
1. 歐仁·德·博阿爾內，1817年至1824年在位
2. 奧古斯特·德·博阿爾內，1824年至1835年在位
3. 馬克西米利安·德·博阿爾內，1835年至1852年在位
4. 尼古拉·馬西米連諾維奇，1852年至1891年在位
5. 歐仁·馬西米連諾維奇，1891年至1901年在位
6. 格奧爾基·馬西米連諾維奇，1901年至1912年在位
7. 亞歷山大·格奧爾基耶維奇，1912年至1942年在位
8. 謝爾蓋·格奧爾基耶維奇（英语：Sergei Georgievich, 8th Duke of Leuchtenberg），1942年至1974年在位